# محمد رسول‌الله (فیلم ۱۹۷۶)
محمد رسول‌الله با نام اصلی پیام (به انگلیسی: The Message) یا رسالت (به عربی: الرسالة)، فیلمی سینمایی به کارگردانی مصطفی عقاد است که در سال ۱۹۷۶ منتشر شد. محمد رسول‌الله داستان زندگی پیامبر اسلام محمد بن عبدالله را از چهل سالگی تا درگذشت و در واقع دوران صدر اسلام را به‌تصویر می‌کشد. بازیگران این فیلم از جمله آنتونی کوئین و ایرنه پاپاس از بازیگران مطرح هالیوود بودند.
با اینکه موضوع اصلی فیلم زندگی محمد است سازندگان فیلم با «ادای احترام به باورهای مسلمانان» محمد بن عبدالله، علی بن ابی‌طالب و دیگر خلفای راشدین را در فیلم نشان ندادند اما به آنها اشاره شده‌است. محمد تنها به صورت پی‌اووی به تصویر کشیده می‌شود و شخصیت‌های دیگر سخنان او را بازگو می‌کنند. برای، علی بن ابی‌طالب تنها در سکانسی شمشیر ذوالفقار او نشان داده می‌شود. در واقع شخصیت اصلی این فیلم حمزه بن عبدالمطلب، عموی محمد است. همچنین فیلم فارغ از اختلافات شیعه و سنی ساخته شده‌است.
از وقایعی که در این فیلم به‌تصویر کشیده شده‌اند می‌توان به: بعثت محمد، قتل یاسر و سمیه، اسلام آوردن و شکنجه شدن بلال حبشی، جنگ بدر، جنگ احد، هجرت مسلمانان از مکه به مدینه، فتح مکه و… اشاره کرد. از شخصیت‌های تاریخی مهمی که در این فیلم به تصویر کشیده شده‌اند می‌توان به: حمزة بن عبدالمطلب، زید بن حارثه، هند، ابوسفیان، سهیل بن عمرو، وحشی بن حرب، ابوطالب، ابولهب، ابوجهل، سمیه، بلال حبشی، هراکلیوس (امپراتور وقت روم شرقی)، نجاشی (پادشاه وقت حبشه)، خسروپرویز (پادشاه وقت ایران) اشاره کرد.
مصطفی عقاد دو نسخه از این فیلم را ساخت. یک نسخه به زبان انگلیسی که در غرب به نمایش درآمد و دیگری نسخه عربی که در کشورهای عرب‌زبان به نمایش درآمد. بازیگران این دو نسخه متفاوت هستند گرچه چند بازیگر در هر دو نسخه نقش خود را ایفا کرده‌اند. نسخه‌ای که در ایران در سال ۱۳۵۸ دوبله و به نمایش آمده نسخه غربی فیلم با بازی آنتونی کوئین است. در نسخه عربی عبدالله غیث نقش حمزه را ایفا می‌کند.

## تولید
مصطفی عقاد برای ساخت این فیلم با مشکل تأمین هزینه‌های ساخت مواجه بود و نبود شریک تجاری در ساخت این فیلم، در همان ابتدا فیلم را تا آستانه تعطیلی کشاند تا این که در نهایت توسط معمر قذافی رهبر لیبی مورد حمایت مالی قرار گرفت و بنابراین فیلم‌برداری این فیلم در کشورهای لیبی و مراکش که لوکیشن‌های مشابه مکه و مدینه آن زمان داشتند، آغاز شد.

## بازیگران

### نسخه انگلیسی
|آنتونی کوئین
|حمزه
|-
|ایرنه پاپاس
|هند
|-
|مایکل آنسارا
|ابوسفیان بن حرب
|-
|جانی سکا
|بلال
|-
|مایکل فورست
|خالد
|-
|آندره مورل
|ابوطالب
|-
|گریک هاگون 
|عمار
|-
|دیمین تامس 
|زید
|-
|مارتین بنسون 
|ابوجهل
|-
|رابرت براون
|عتبه
|-
|روزالی کراچلی
|سمیه
|-
|برونو بارنابی
|امیه
|-
|نویل جیسون 
|جعفر
|-
|جان بنت
|عبدالله بن ابی بن سلول
|-
|دونالد برتون 
|عمرو عاص
|-
|ارل کامرون 
|نجاشی
|-
|نیکولاس آمر 
|سهیل
|-
|رونالد چنری
|مصعب
|-
|مایکل گادفری
|براء بن معرور
|-
|ایون سولون
|یاسر
|-
|وولف موریس  
|ابولهب
|-
|رونالد لی-هانت
|هراکلیوس
|-
|جرارد هلی
|شاعر سنان
|-
|حبیب عجیلی 
|ابوحذیفه
|-
|پیتر مدن
|مرد بی‌دست و پا
|-
|حسن الجندی 
|خسرو پرویز
|-
|عبدالله العمرانی
|عکرمه
|-
|الین آیوز-کامرون
|ام‌جمیل
|-
|محمد الجداری
|قرض‌دهنده پول
|-
|دیوید دی کایسر
|
|-

### نسخه عربی
- عبدالله غیث در نقش حمزه
- منی واصف در نقش هند
- حمدی غیث در نقش ابوسفیان بن حرب
- علی احمد تارام در نقش بلال
- محمود سید در نقش خالد
- آندره مورل در نقش ابوطالب
- محمد لربی در نقش عمار
- احمد مرعی در نقش زید
- برونو بارنابی در نقش امیه
- منیر مسری در نقش جعفر
- رونالد چنری در نقش مصعب
- مایکل گادفری در نقش براء بن معرور

## دوبله فارسی
فیلم سینمایی محمد رسول‌الله در استودیو دوبلاژ شاهین فیلم دوبله شده است
- فریدون فرح اندوز روایت کننده فیلم محمد رسول‌الله است
- منوچهر اسماعیلی حمزه عموی پیامبر و سفیر محمد بن عبدالله در مصر
- نصرالله مدقالچی ابوسفیان
- رفعت هاشم‌پور هنده جگر خوار همسر ابوسفیان
- احمد رسول زاده ابوطالب عموی پیامبر
- جلال مقامی جعفر بن ابی طالب برادر علی بن ابی طالب
- آرشاک قوکاسیان عمار بن یاسر صحابی محمد بن عبدالله
- ناصر ممدوح خالد بن ولید سردار سپاه ابوسفیان در جنگ ٱحد
- سعید مظفری زید بن عمر پسرخوانده محمد بن عبدالله
- ناصر طهماسب بلال حبشی صحابی محمد بن عبدالله
- عباس تجلی ابولهب عموی پیامبر
- ناصر خاوری عمروعاص
- شهروز ملک آرایی شاعر مکه که برای ابوسفیان شعر خواند
- بدری نوراللهی سمیه مادر عمار بن یاسر
- نصرت‌الله حمیدی ابوجهل
- محمدعلی دیباج نجاشی پادشاه حبشه
- آذر دانشی ام جمیل، همسر ابولهب
- حسین معمارزاده خسرو شاهنشاه ایران
- بهرام زند امیة بن حرب
- ایرج رضایی محمد بن بصیر تاجر ادویه مطر هندی
- جواد پزشکیان تاجر لباس ابریشم
- حسین رحمانی اشراف بزرگان و قبیله قرش در مکه
- محمود فاطمی به جای هراکلیوس
- سیامک اطلسی ولید بن عتبه برادرزن ابوسفیان
- صادق ماهرو عتبة بن سعد پدرزن ابوسفیان
- پرویز نارنجیها بیعت کنندگان مشرکان و کفار مکه با محمد بن عبدالله
- ظفر گرایی بیعت کنندگان اوس و خزرج با محمد بن عبدالله
- ایرج رضایی  یاسر پدر عمار بن یاسر
- غلامعلی افشاریه سفیر محمد بن عبدالله در روم
- تورج مهرزادیان عمرو بن عبدود
- ولی‌الله مؤمنی مرحب و حارث یهودی

## جوایز
| سال  | جشنواره                   | بخش                | نامزدی    | نتیجه    | جایزه       | منبع  |
| ---- | ------------------------- | ------------------ | --------- | -------- | ----------- | ----- |
| ۱۹۷۷ | پنجاهمین دوره جوایز اسکار | بهترین موسیقی فیلم | موریس ژار | نامزدشده | تندیس اسکار | [ ۲ ] |

## موسیقی
موسیقی فیلم توسط موریس ژار ساخته و توسط ارکستر سمفونیک لندن اجرا شد.
لیست اولین نسخه در LP
طرف اول
1. پیام (۳:۰۱)
2. هگیرا (۴:۲۴)
3. ساختن اولین مسجد (۲:۵۱)
4. سوره (۳:۳۴)
5. حضور محمد (۲:۱۳)
6. ورود به مکه (۳:۱۵)

طرف دوم
1. اعلامیه (۲:۳۸)
2. اولین شهدا (۲:۲۷)
3. مبارزه (۴:۱۲)
4. گسترش اسلام (۳:۱۶)
5. Broken Idols (4:00)
6. ایمان اسلام (۲:۳۷)

لیست اولین نسخه در CD
1. پیام (۳:۰۹)
2. هگیرا (۴:۳۹)
3. ساختن اولین مسجد (۲:۳۳)
4. سوره (۳:۳۲)
5. حضور محمد (۲:۱۱)
6. ورود به مکه (۳:۱۴)
7. اعلامیه (۲:۳۹)
8. اولین شهدا (۲:۲۶)
9. مبارزه (۴:۱۱)
10. گسترش اسلام (۳:۳۵)
11. بت‌های شکسته (۳:۴۰)
12. ایمان اسلام (۲:۳۳)